# Боденьки
Боде́ньки — село в Україні, у Вишгородського району Київської області. Населення становить менше аніж 428 осіб. Орган місцевого самоврядування — Пірнівська сільська рада.

## Географія
Селом протікає річка Пульсадеча, права притока Десни, а також і сама річка Десна.

## Історія
Однією з перших, хоча побіжних згадок, Боденьок є продажний лист 3 січня 1480 р. остерського боярина Волчка Боденьковського київському воєводі М.Гаштольду селища Крехаїв.

Станом на 1859 у селі Жукинської волості Остерського повіту Чернігівської губернії мешкала 831 особа (388 осіб чоловічої статі та 443 — жіночої), налічувалось 151 дворове господарство, існувала православна церква.
Реальна історія села є поки невідомою. Єдиною зачіпкою походження назви села є прізвище Бондар.

## Населення

### Мова
Розподіл населення за рідною мовою за даними перепису 2001 року:
| Мова       | Кількість | Відсоток |
| ---------- | --------- | -------- |
| українська | 423       | 98.83%   |
| російська  | 5         | 1.17%    |
| Усього     | 428       | 100%     |

## Галерея

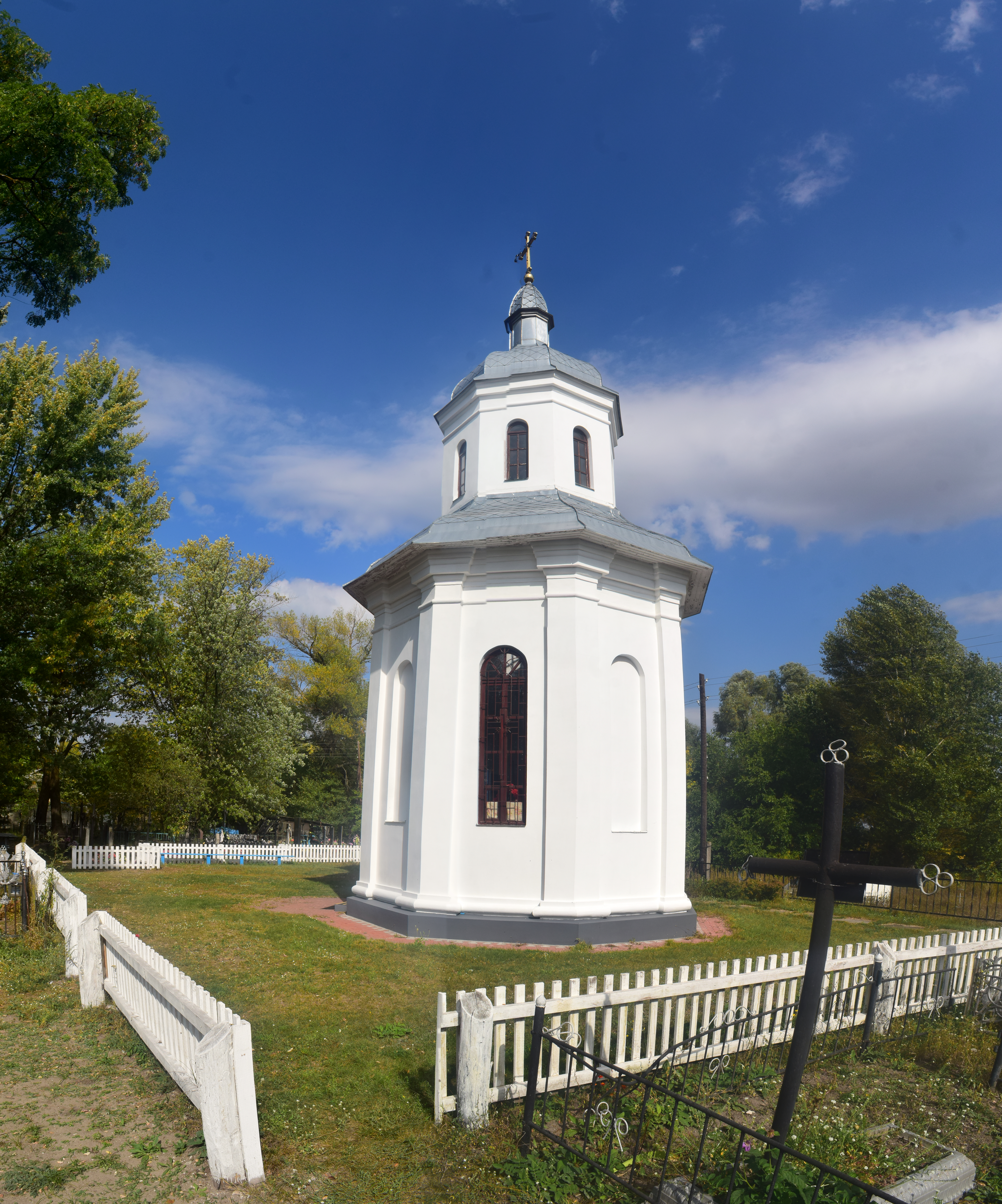
Церква на кладовищі
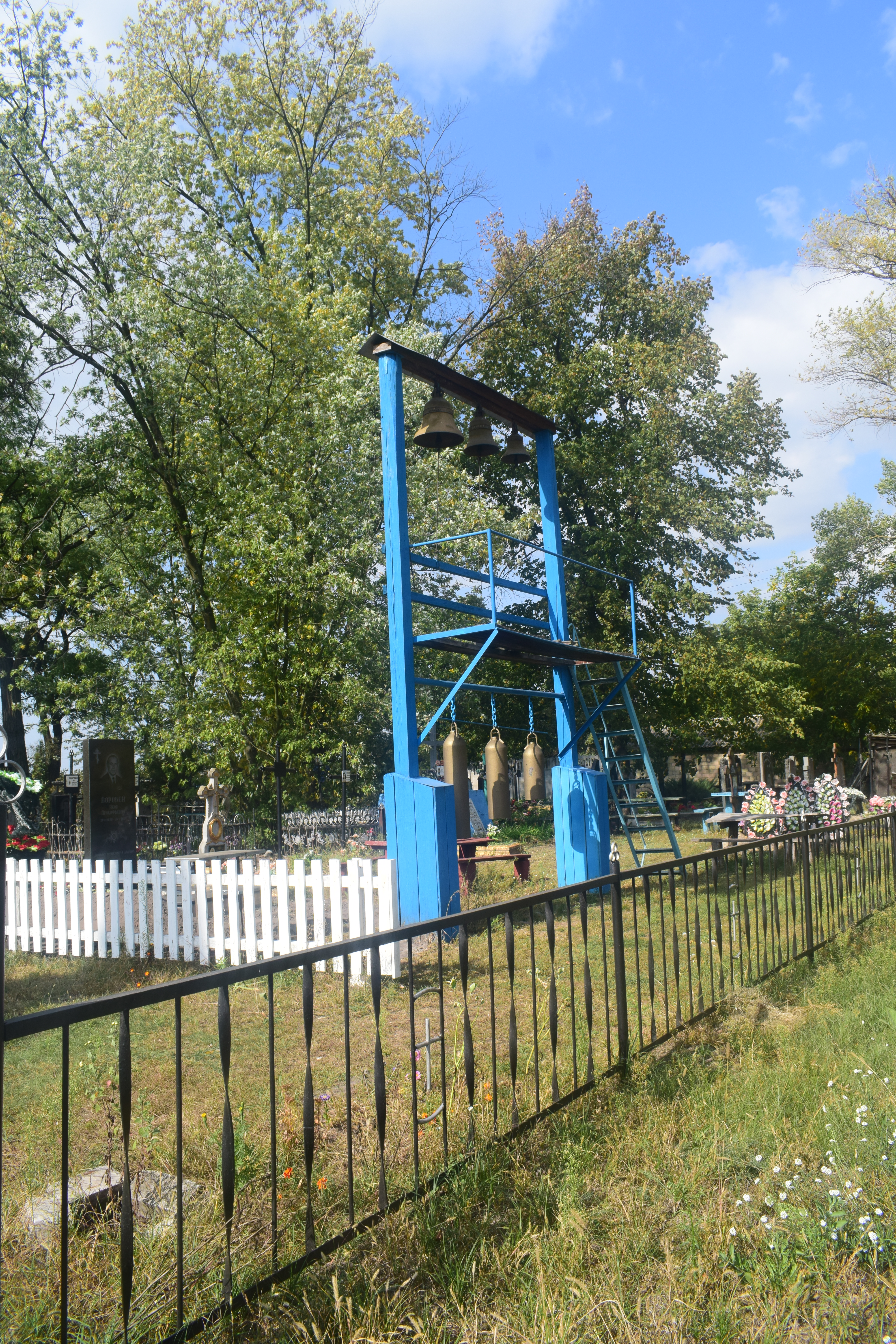
Дзвіниця на кладовищі
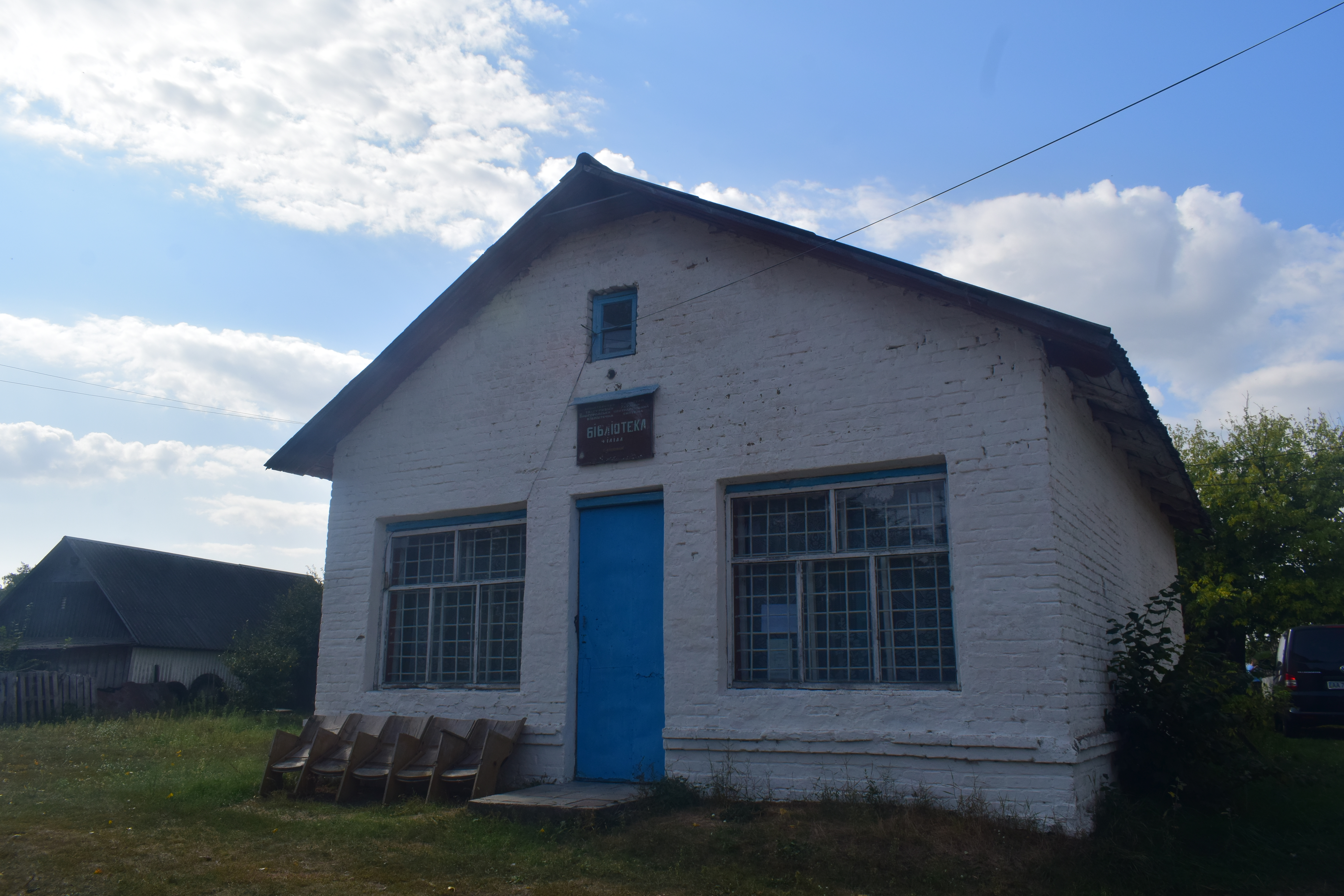
Бібліотека
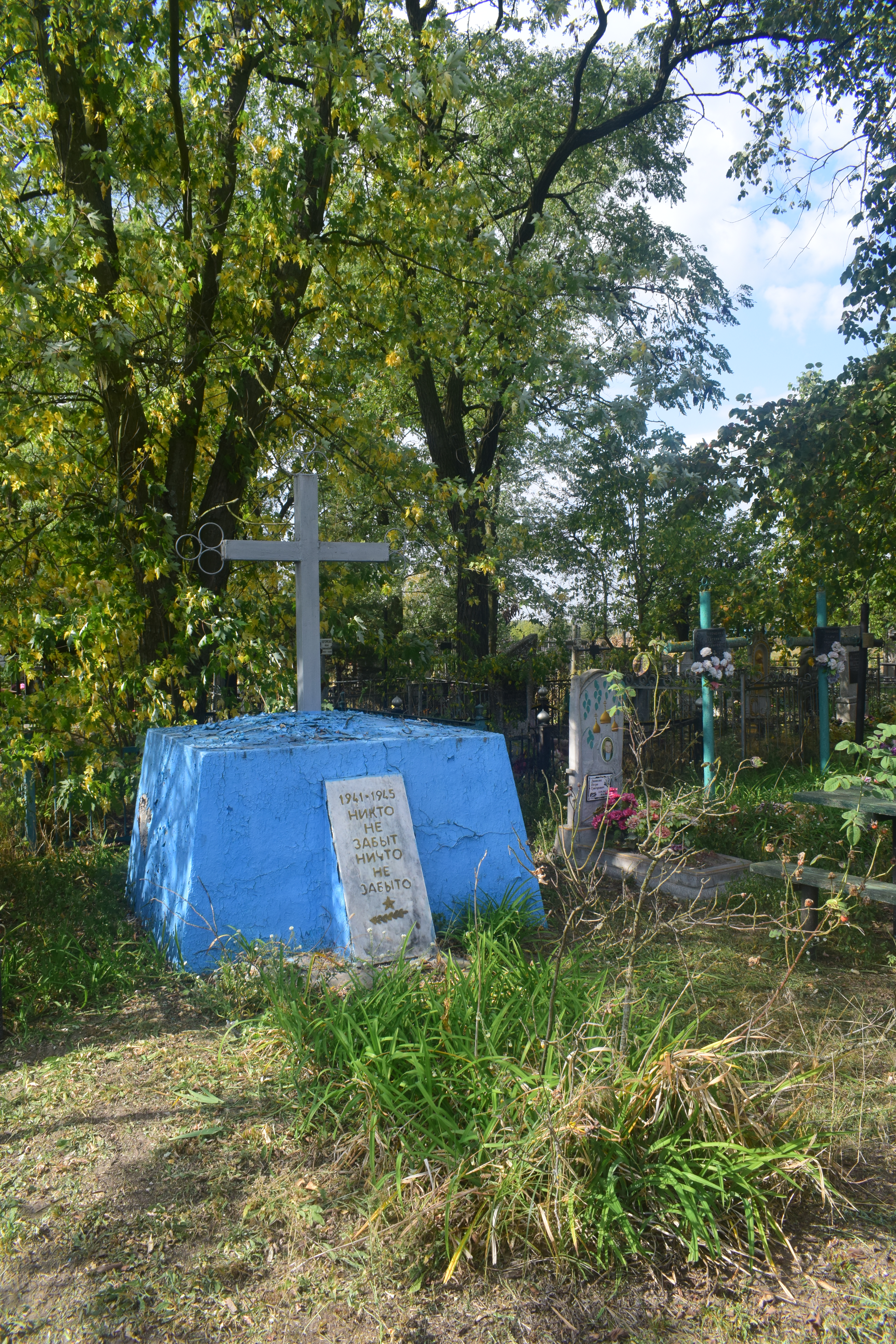
Братська могила радянських воїнів
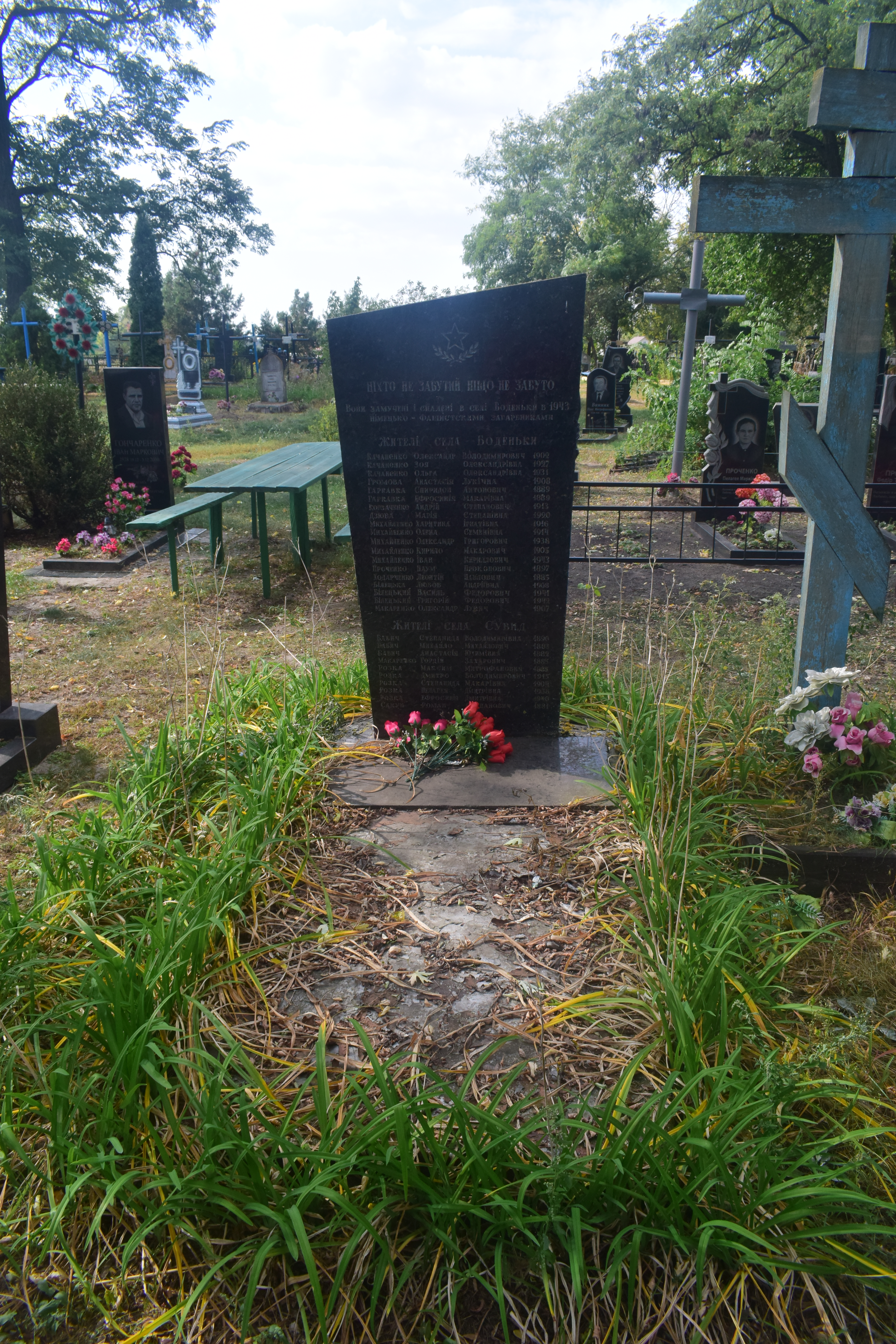
Пам'ятник на честь воїнів-односельців